# يوناس أنتانيتس
جوناس أنتانيتس (بالليتوانية: Jonas Algirdas Antanaitis)‏‏ (19 أغسطس 1921 - 9 سبتمبر 2018) هو سياسي ليتواني، عمل لفترةٍ طويلة عضوًا في سايماس.